# Леба (град)
Леба (пољ. Łeba) град је у Пољској у Војводству поморском. По подацима из 2012. године број становника у месту је био 3864.

## Становништво
| 2012. |
| ----- |
| 3.864 |

## Партнерски градови
- Ладисполи
- Borgholm Municipality